# Antoni Dobrzański (lekarz)

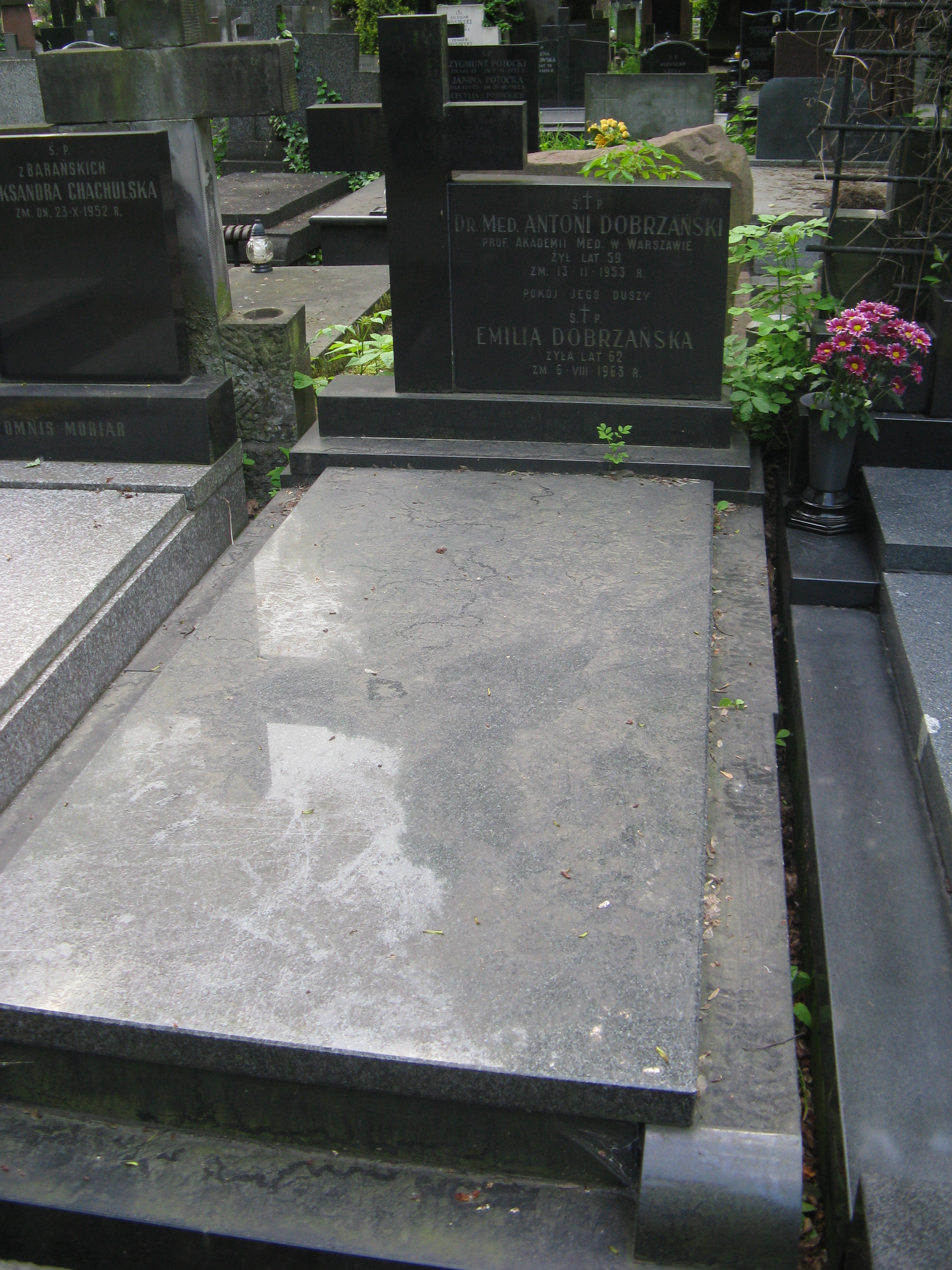
Grób Antoniego Dobrzańskiego na cmentarzu Powązkowskim

Antoni Dobrzański (ur. 20 lipca 1893 w Łozówce, zm. 13 lutego 1953 w Warszawie) – polski otolaryngolog.

## Życiorys
W 1912 ukończył II Gimnazjum w Tarnopolu, a następnie wyjechał do Lwowa, gdzie przez dwa lata studiował medycynę. Od 1914 kontynuował naukę na Uniwersytecie Wiedeńskim, w 1917 ukończył studia, a dwa lata później uzyskał tytuł doktora wszechnauk lekarskich. W 1921 rozpoczął pracę jako starszy asystent w Klinice Laryngologicznej Uniwersytetu Lwowskiego, od 1923 przez rok uzupełniał wiedzę na studiach podyplomowych na Uniwersytecie Wiedeńskim, a następnie do 1925 w Paryżu, gdzie stażował w l'Hôpital Laribiossiére, Hôpital St. Louis i w l'Hôpital Tenon. W 1927 przedstawił rozprawę habilitacyjną pt. Badania doświadczalne nad wchłanianiem kokainy, nowokainy, parkainy, psikainy, tutokainy i synkainy w górnych drogach oddechowych, od 1929 był docentem otolaryngologii. W 1932 zrezygnował z pracy w klinice i pracował przez cztery lata we lwowskim Zakładzie Ubezpieczeń Społecznych, a następnie objął stanowisko ordynatora Oddziału Otolaryngologicznego w Państwowym Szpitalu Powszechnym. W 1938 uzyskał tytuł profesora nadzwyczajnego, planowanemu wyjazdowi do Warszawy przeszkodził wybuch II wojny światowej. Uzyskał etat w Katedrze Laryngologii utworzonym przez Rosjan Instytucie Medycznym, był wykładowcą laryngologii i otiatrii. W 1941 po zajęciu Lwowa przez hitlerowców opuścił miasto i zamieszkał w Warszawie, gdzie wykładał na tajnych kompletach Uniwersytetu Warszawskiego. Podczas powstania warszawskiego dostał się do niewoli, a po zwolnieniu podjął się ewakuacji kliniki uniwersyteckiej do budynków szpitala w Tworkach, a stamtąd do Milanówka. Po zakończeniu wojny otrzymał stanowisko kierownika Kliniki Otolaryngologicznej Uniwersytetu Warszawskiego, od 1947 do 1948 był dziekanem Wydziału Lekarskiego UW. W 1946 był współorganizatorem reaktywacji Polskiego Towarzystwa Otolaryngologicznego, którego był prezesem do 1952. Od 1950 był związany z Akademią Medyczną, w 1951 zorganizował i kierował ośrodkiem sanatoryjnym w Ciechocinku. 
Był odznaczony Krzyżem Walecznych. Pochowany na cmentarzu Powązkowskim w Warszawie (kwatera 133-1-15).

## Dorobek naukowy
Antoni Dobrzański pozostawił ponad sto prac naukowych, z których większość dotyczyła rynologii i otiatrii.
W 1925 przeprowadził cykl badań nad stosowaniem lipidolu w diagnostyce rentgenologicznej przy schorzeniach jam szczękowych w leczeniu chorób zatoki szczękowej i diagnostyce chorób płucnych. W 1931 przedstawił nowe informacje dotyczące diagnostyki i leczenia twardzieli, w 1933 opracował własny sposób przeprowadzania operacji plastycznej korygującej wrodzone zniekształcenie małżowiny usznej, a w 1948 nosa i krtani. W 1952 po raz pierwszy zastosował własną metodę leczenia brodawczaków krtani poprzez zastosowanie przegrzania diatermicznego.

### Opracowania
- O potrzebie zastąpienia przyrządu Belloqa sondą własnego pomysłu (1947);
- Nowy sposób operacyjnego zamknięcia przetok zausznych (1948);
- Leczenie przerostu tkanki edenoidalnej (1950);

## Członkostwo
- Filister honorowy Polskiej Korporacji Akademickiej „Obotritia”;
- Członek korespondent /1948/, a następnie członkiem zwyczajny (1951) Towarzystwa Naukowego Warszawskiego;
- Członek korespondent Polskiej Akademii Umiejętności (1950);
- Członek Royal Society of Medicine;
- Członek Towarzystw Otolaryngologicznych – węgierskiego (honorowy), francuskiego (zwyczajny) i bułgarskiego (korespondent).